# 우메다 히로유키
우메다 히로유키(일본어: 梅田 博之, 1931년 4월 4일~2019년 7월 1일)는 일본의 언어학자이다. 주 연구 분야는 한국어이며, 도쿄 외국어대학과 레이타쿠 대학의 명예교수이다.